# Биль (округ)
Биль (нем. Bezirk Biel) — бывший округ в Швейцарии. Центр округа — город Биль. Округ входит в кантон Берн.
Существовал до 2009 года. С 2010 года коммуны округа Биль вошли во вновь образованный округ Биль/Бьен.

## Коммуны округа
| Герб   | Коммуна   | Население (2007) | Площадь км² | Официальный код |
| ------ | --------- | ---------------- | ----------- | --------------- |
| Биль   | Биль      | 48 735           | 21,60       |                 |
| Эвилар | Эвилар    | 2320             | 3,70        |                 |
|        | Итого (2) | 51 055           | 25,30       |                 |